# Fender Harvard
Fender Harvard je gitarsko cijevno pojačalo koje je Fender proizvodio od 1955. – 1962. godine. Model je prekriven isključivo tvid tkaninom s prepoznatljivom uskom narrow-panel pločom, ali u dva različita dizajna elektroničkog kruga: 5F10 i 6G10 modeli.

5F10 je jednostavni elektronički sklop dizajniran 1955. godine, koji ima samo kontrolne potove za glasnoću i ton. Nešto kasnije model je nadograđen s 6G10 sklopom koji se ugradio u model Fender Princeton pojačala, a gotovo je identičan i s Fender Vibrolux (uz dodatak tremolo efekt) modelom pojačala.

## Karakteristike
| Fender Harvard        | Fender Harvard                         |
| --------------------- | -------------------------------------- |
| Cijevi u pojačalu     | jedna 5F10; dvije 6V6GT; 6G10: 6V6     |
| Cijevi u pretpojačalu | 6AV6 ili 6AT6                          |
| Dostupan              | kombo                                  |
| Efektivna snaga       | 10 W                                   |
| Kontrolni potovi      | glasnoća (volume), ton (tone)          |
| Kanali                | 1                                      |
| Zvučnik               | 1 x 10", otpora 8 Ω, model Jensen P10R |
| Ispravljač            | cijev 5Y3GT                            |

## Vanjske poveznice
- Fender Harvard na ampwares.com  Arhivirana inačica izvorne stranice od 5. ožujka 2016. (Wayback Machine)